# Hypselistes
Hypselistes es un género de arañas araneomorfas de la familia Linyphiidae. Se encuentra en la zona holártica.

## Lista de especies
Según The World Spider Catalog 12.0:
- Hypselistes acutidens Gao, Sha & Zhu, 1989
- Hypselistes asiaticus Bösenberg & Strand, 1906
- Hypselistes australis Saito & Ono, 2001
- Hypselistes basarukini Marusik & Leech, 1993
- Hypselistes florens (O. Pickard-Cambridge, 1875)
- Hypselistes fossilobus Fei & Zhu, 1993
- Hypselistes jacksoni (O. Pickard-Cambridge, 1902)
- Hypselistes kolymensis Marusik & Leech, 1993
- Hypselistes paludicola Tullgren, 1955
- Hypselistes semiflavus (L. Koch, 1879)